# ارجب (يريم)

تعديل مصدري - تعديل

ارجب هي إحدى قرى عزلة ارياب بمديرية يريم التابعة لمحافظة إب، بلغ تعداد سكانها 136 نسمة حسب تعداد اليمن لعام 2004.